# 澳門東亞運動會體育館
澳門東亞運動會體育館（葡萄牙語：Nave Desportiva dos Jogos da Ásia Oriental de Macau；俗稱澳門蛋）位於路氹城東亞運廣場，是為現時澳門最大的綜合體育設施，屬於路氹國際體育綜合體的一部份。澳門東亞運動會體育館於2003年2月27日動工興建，經過約兩年半時間興建，於2005年7月5日落成使用，成為澳門特區政府成立後最大型的單一公共工程項目以及為主辦澳門東亞運動會而興建的多功能體育場館之一。

## 位置
澳門東亞運動會體育館位於澳門路氹城東亞運廣場，並被體育館大馬路（Avenida da Nave Desportiva）、蓮花路（Estrada Flor de Lótus）、網球路（Rua de Ténis）、溜冰路包圍，是路氹國際體育綜合體的體育場館之一；澳門國際射擊中心、網球學校及保齡球中心均在這座綜合體育館的北面。

## 歷史
澳門體育發展局局長蕭威利於2000年7月27日表示為了籌備於2005年在澳門主辦東亞運動會，當局考慮興建一座綜合運動場館。澳門社會文化司司長崔世安在澳門東亞運動會諮詢委員會於2001年1月11日召開首次會議後表示澳門特區政府決定在路氹連貫公路至澳門國際機場的一幅填海地段興建一座大型的綜合性體育場館。據澳門葡萄牙文報章於2002年1月18日報道，澳門東亞運動會的主場館於氹仔的一幅填海用地上興建；而身兼澳門體育發展局局長的澳門東亞運組委會股份有限公司董事蕭威利於翌日表示被俗稱為「澳門蛋（Macau Dome）」的澳門東亞運動會主場館曾構思在路氹城興建，但後覺望德聖母灣大馬路在地理上的優越及毗鄰澳門奧林匹克游泳館而遷址至氹仔興建；惟蕭威利最終於同年8月2日表示因佔地面積需要而最終選址落座路氹城。

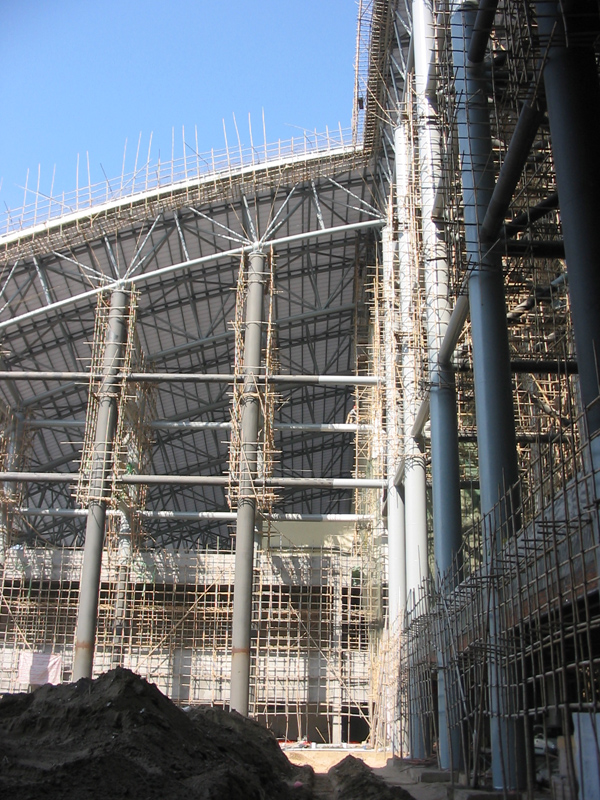
2004年興建中的澳門東亞運動會體育館

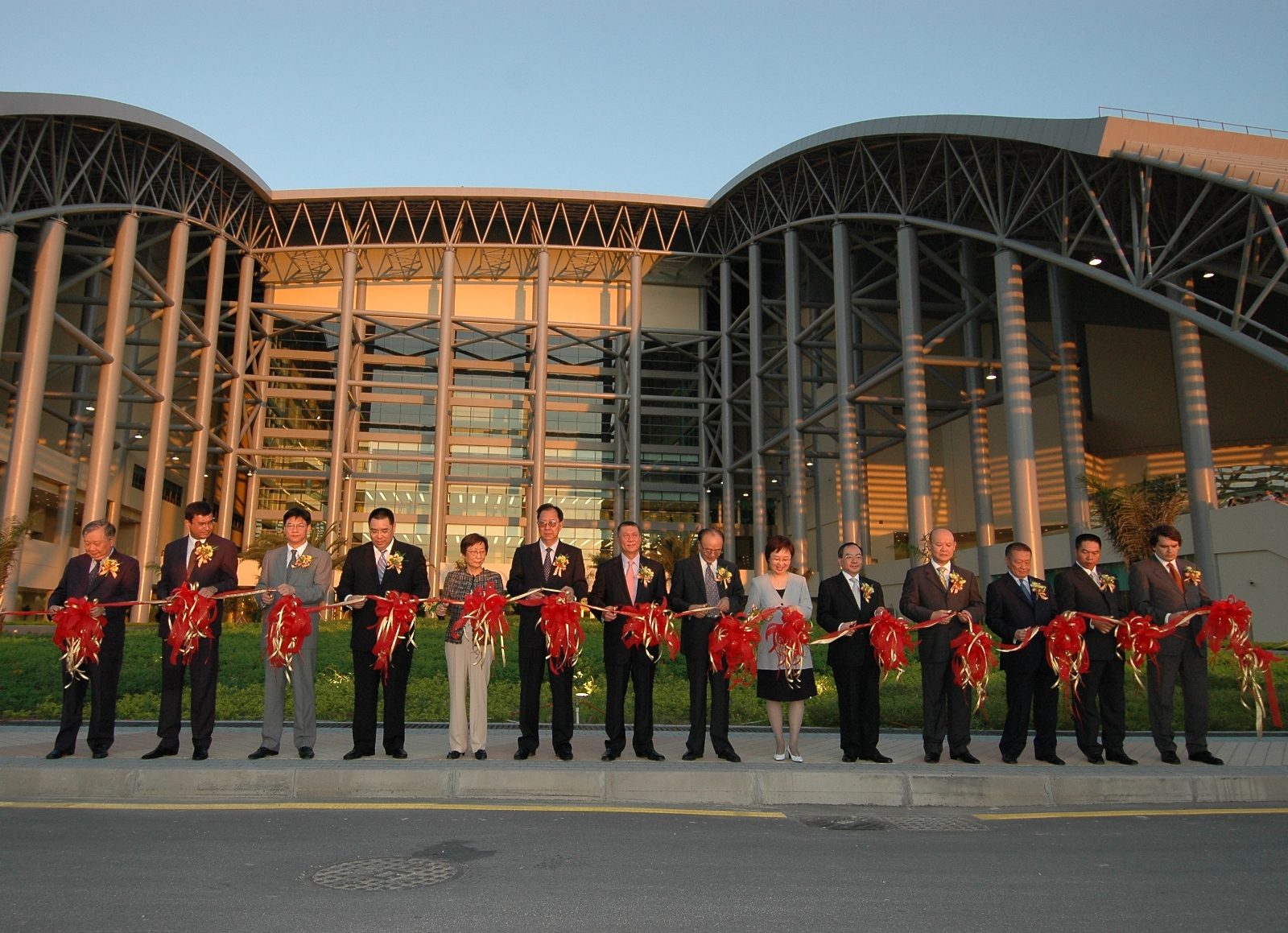
澳門行政長官何厚鏵等於2005年7月15日為澳門東亞運動會體育館剪綵

「澳門蛋」於2003年2月27日正式被命名為「澳門東亞運動會體育館」；造價達6.4億澳門元的澳門東亞運動會體育館也於同日澳門行政長官何厚鏵主持奠基儀式，代表被譽為澳門特區政府成立後最大型的單一公共工程項目正式動工。澳門東亞運組委會率先於2005年6月24日至26日在澳門東亞運動會體育館試用場館設施；最終耗資12.93億澳門元的澳門東亞運動會體育館於7月5日由澳門行政長官何厚鏵等主持開幕儀式，成為澳門最大的室內體育館以及綜合體育設施；而澳門東亞運組委會也於同日出版《澳門東亞運動會體育館紀念本》以紀念場館的落成啟用；澳門東亞運動會體育館除了作為澳門東亞運動會、澳門葡語運以及澳門亞室運的比賽場館外，也是2006年亞洲小姐競選總決賽、中國-葡語國家經貿合作論壇、第三屆澳門行政長官選舉的舉辦場地。
澳門特區政府以及上海市人民政府於2011年3月25日至4月14日在澳門東亞運動會體育館主辦「智慧的長河：電子動態版《清明上河圖》」大型展覽。

### 開支問題
澳門審計署於2006年11月2日發表《第四屆東亞運動會專項審計報告》中指出澳門東亞運動會體育館最終耗資13近億，較原先預計超支達81.6%，而身兼澳門東亞運基建小組成員的土地工務運輸局副局長陳漢傑表示因需填土、增設基建設施、景觀整治等工程而導致超支的原因，而澳門東亞運基建小組以判給金額與最終結算金額結算下，整個工程項目只超支10.5%；行政長官何厚鏵於11月17日出席在澳門立法會進行的行政長官答問大會時表示澳門東亞運動會體育館的相關工程因專案需要並按正常合法開標程序進行。當中喻為「澳門開埠最大貪污案」的歐文龍貪污案，東亞運動會體育館也是涉及工程項目之一，其涉及貪污款項約5,000萬澳門元。

### 建築質素問題
《澳門日報》於2007年5月7日頭版報道中指出澳門東亞運動會體育館東南面的道路、停車場及體育場館配套設施一帶的地基出現達0.4米的沉降情況，澳門建設發展辦公室表示有關沉降屬於正常情況；而澳門運輸工務司司長劉仕堯表示地基沉降不舊影響建築物的結構，但表示東亞運動會體育館出現的大面積沉降不排除與工程快快上馬有關。除了體育館出現沉降情況外，漏水情況一直成為澳門東亞運動會體育館的另一個詬病，因此澳門政府於2010年7月至10月期間在體育館安裝一層氟碳塗層的鋁鎂錳合金扣板，也可以加強體育館的隔熱功能。

## 設施

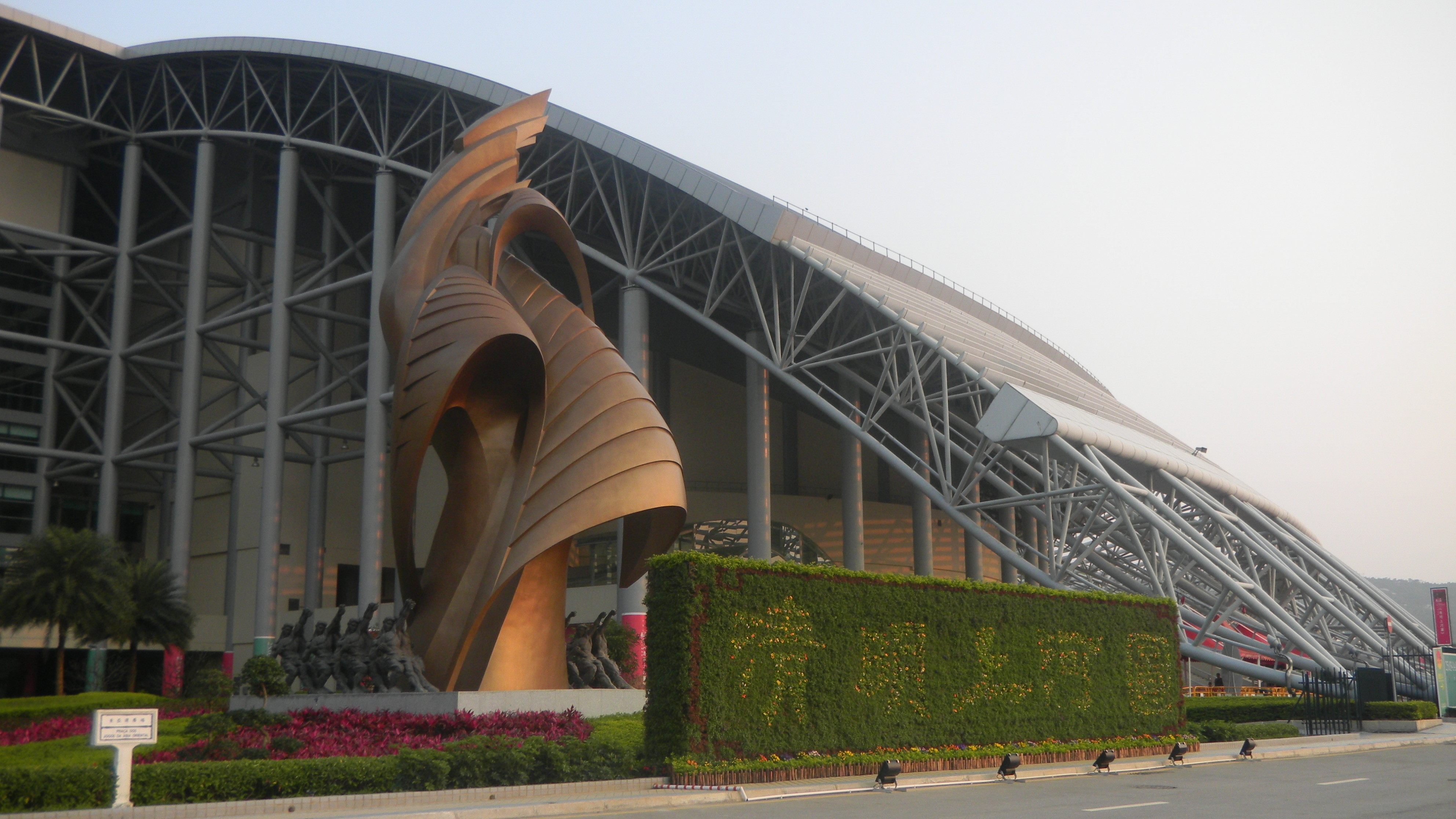
巨型雕塑——揚帆

澳門東亞運動會體育館佔地139,960平方米；澳門東亞運動會體育館內分為A區、B區及C區三個部分，但三個區域均被一個巨大穹頂桁架覆蓋，穹頂及屋頂樓面分別標高為49米及54米，其縱向、橫向及空中跨度分別為280米、190米及320米，成為全亞洲最大跨度的桁架，由於巨大穹頂呈橢圓形狀，因而被俗稱為「澳門蛋」。另一方面，澳門東亞運動會體育館外設有一個貴賓停車場、六個公眾區域停車場、一座巨型雕塑及一座物流中心。

### 巨型雕塑
在澳門東亞運動會體育館外設有一個名為「揚帆」的巨型雕塑，於2005年10月25日由澳門行政長官何厚鏵主持揭幕儀式；樓高三層的雕塑位於位於東亞運廣場；雕塑的兩側為合力揚帆的人正在揚開巨大的帆面，寄喻澳門居民在21世紀中創造將來。

### A區
A區位於澳門東亞運動會體育館內的西北位置，由室內運動場、新聞中心及快餐區組成，全部均設於一樓。快餐區為1,189平方米，可容納210人用餐及廚房等相關設施；而新聞中心為1,189平方米，設有即時傳譯室、3條傳譯頻道及設有傳媒設施。
室內運動場（葡萄牙語：Arena）是澳門東亞運動會體育館的主場館，場地高度為20米至46米，其面積在伸縮座位收藏及展開下分別為4,860平方米及2,639 平方米，設有7,000個座位，設有兩個6.4米乘4.8米的液晶電子顯示屏以及現時設有3個籃球球場，也可作改變用途以進行室內田徑及室內體育項目。澳門亞室運組委會於2006年耗資超過1,800萬在室內運動場改變場地用途為一個可容納約300人並符合國際標準的室內溜冰場，室內溜冰場於該年4月21日至8月31日對外使用；室內溜冰場面積為1,735平方米，最長及最寬分別達61米及30米。2008年，體育發展局接管東亞運體育館後發現場館的鋼材結構，沒有條件設置溜冰場；而臨時的溜冰場運作對場館和設備亦造成不同程度的損壞，故已取消設置溜冰場的安排，以更好地維護場館設施，發揮場館作為綜合體育場地的多元功效。

### B區
B區位於澳門東亞運動會體育館內的中間位置；此區設有綜合劇院，也是為澳門東亞運動會體育館的副場館。綜合劇院（葡萄牙語：Coliseu）面積為945平方米，場地高度為20米至49米；綜合劇院設有一個舞台以及1,992個座位的「U」型觀眾區域外，也設有電子記分器等設備；綜合劇院現時設有6個羽毛球球場，此外也可作柔道、武術、歌劇等不同用途。

### C區

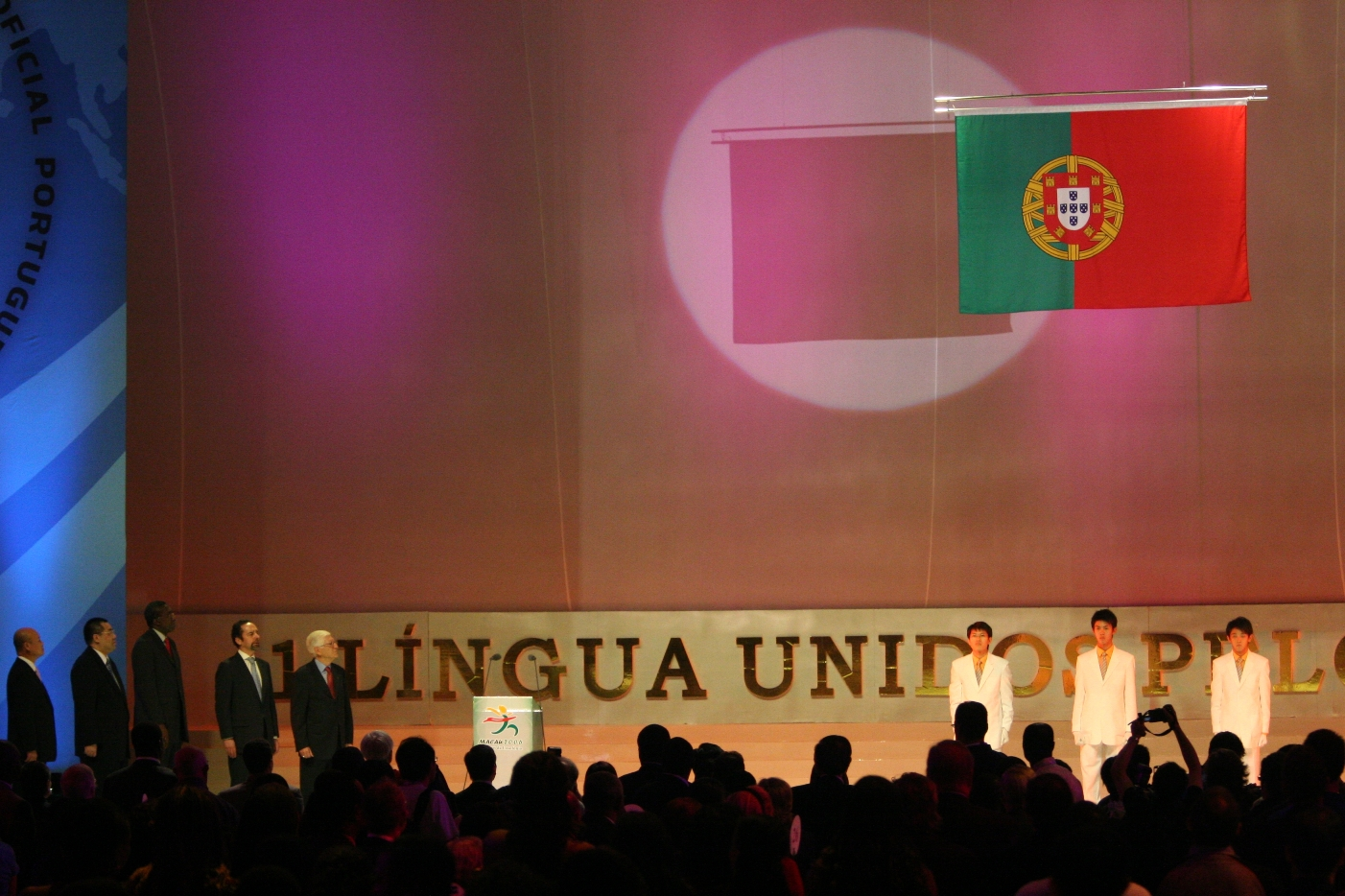
澳門葡語運閉幕典禮在澳門國際會議中心進行，圖為昇起下屆主辦國國旗（葡萄牙國旗）情況

C區位於澳門東亞運動會體育館內的南面，由分設於1樓的展覽中心以及2樓的澳門國際會議中心兩個部分所組成。展覽中心（葡萄牙語：Centro de Exposiçcões）面積為2,772平方米，而場地高度為4.6米，設有展覽預備室及相關設備。澳門國際會議中心（葡萄牙語：Centro de Convenções Internacional de Macau）面積為3,000平方米，場地高度為15米至46米，設有即時傳譯室、6條傳譯頻道、廚房及相關設施，可用作展覽、大型會議等用途，如曾舉辦澳門葡語運閉幕典禮。

### 物流中心
物流中心（葡萄牙語：Logistic Center）位於澳門東亞運動會體育館以外東南面的一座獨立建築物，是澳門東亞運動會體育館第二期工程時增建的工程項目，其興建目的主要因為澳門舉辦運動會時存放相關設備。

## 大型活動

### 大型運動會
- 2005年東亞運動會
- 2006年葡語系運動會
- 2007年亞洲室內運動會
- 中華人民共和國第十五屆運動會

### 大型表演
- 澳門特別行政區政府體藝匯演（5月1日或10月1日，2017年起停辦)
- 我們的驕傲-國家奧運健兒代表團澳門聯歡晚會（2016[39]、2021[40]、2024[41]）
- 慶祝澳門回歸周年紀念大型文藝晚會、慶祝大會暨澳門特區新一屆政府就職儀式（自2009年起每5年一次在此場館舉行）

### 大型會議／選舉
- 中國—葡語國家經貿合作論壇
- 澳門特別行政區行政長官選舉（2009、2014及2019）

## COVID-19疫情期間

### 全民核酸檢測站
在2021年9月和10月澳門出現聚集性疫情期間其中大部分場館被徵用為全民核酸檢測計劃檢測站之一。

### 大型感染社區治療中心
2022年3月17日，澳門新型冠狀病毒感染應變協調中心公佈澳門特別行政區政府應對大規模2019冠狀病毒病疫情應急處置預案 (澳門特區政府正式名稱為「應對大規模新冠肺炎疫情應急處置預案」)，宣佈將徵用該體育館聯同旁邊的運動員培訓及集訓中心作為應對當澳門出現重大或聚集性疫情的大型社區治療COVID-19的設施。2022年6月澳門爆發大規模疫情期間正式運作，目前用作分流陽性人士、密切接觸者及次密切接觸者等防疫分流措施；至於位於場館內的方艙醫院仍未啟用，當時只用作分流陽性患者，於2022年8月2日起暫停運作。
“感染社區治療中心”設有檢疫分流站、實驗室及住院部，提供一站式檢疫分流及低醫療需要感染者或無症狀感染者收治服務。檢疫分流站將對所有接觸者及共軌人士進行流行病學調查、核酸採樣及排查分類；實驗室用於樣本化驗；住院部內設住院1、2區，共設約1,700張病床。
因應放寬防疫措施，社區治療中心再度運作，並於2022年12月12日起增設專線巴士接送COVID-19陽性患者前往。2022年12月16日，巴士專線更名為“社區治療中心及社區門診專線”，C02、C03及C04路線以此處為循環點，C07專線以此處為總站，供核酸單管檢測陽性或自測抗原陽性而未具條件自行前往人士乘坐。
2022年12月21日，因應由非COVID-19引起的發熱而近日前往仁伯爵綜合醫院特別急診就診的感染者的人數亦逐步上升，為了向居民提供更適切的醫療服務，縮短居民在醫院急診室的輪候時間，衛生局於2022年12月22日起於C館增設（夜間）發熱門診，為非COVID-19感染者服務，服務時間為18:00-翌日01:00，服務對象為有發熱等不適症狀、但快速抗原或核酸檢測仍為陰性的人士，有需要使用服務的人士可直接前往，毋須預約，本地居民免費，外僱及旅客等則按相關規定付費。而陽性人士可預約到社區門診或前往A館。另外，“社區治療中心及社區門診專線”C06路線調整由此處開出經石排灣社區往返澳門大學。

## 交通

### 公共巴士
T387 東亞運／保齡球中心（Jogos da Ásia Oriental / Centro de Bowling）
路線：50
T388 東亞運／巴黎人花園（Jogos da Ásia Oriental / Le Jardin）
路線：50
T389 澳門東亞運動會體育館（N. D. dos J. da Ásia Oriental de Macau）
路線：50
T435 溜冰路／葡京人（Rua da Patinagem / Lisboeta）
路線：35、51、59、MT4、N5
T436 溜冰路／東亞運體育館（Rua da Patinagem / N. D. dos J. da Ásia Oriental）
路線：35、51、59、MT4、N5

### 輕軌
█  氹仔線東亞運站

## 備註
1. ↑  7,000個座位當中的1,652為伸縮座位，而移動座位則佔有1,520個[30]

## 資料來源
1. ↑  . 地圖繪製暨地籍局.   [2012-03-18]. （原始内容存档于2016-03-11）.
2. ↑  . 澳門日報. 2000年7月28日 （中文（繁體））.
3. ↑  . 新華澳報. 2001年1月12日 （中文（繁體））.
4. ↑  . 澳門日報. 2001年1月12日 （中文（繁體））.
5. ↑  . 新華澳報. 2002年1月19日 （中文（繁體））.
6. ↑  . 澳門日報. 2002年1月20日 （中文（繁體））.
7. ↑  . 市民日報. 2002年8月3日 （中文（繁體））.
8. ↑  . 華僑報. 2003年2月28日 （中文（繁體））.
9. 1 2 3 4 5 6  . 澳門新聞局. 2003年2月27日 （中文（繁體））.
10. ↑  . 澳門日報. 2003年6月1日 （中文（繁體））.
11. ↑  . 澳門日報. 2005年6月24日 （中文（繁體））.
12. 1 2  . 澳門日報. 2007年5月7日 （中文（繁體））.
13. 1 2 3 4 5  . 建設發展辦公室.   [2012年3月19日]. （原始内容存档于2015年6月6日） （中文（繁體））.
14. ↑  . 澳門日報. 2005年7月6日 （中文（繁體））.
15. 1 2 3  . 澳門日報. 2005年10月25日 （中文（繁體））.
16. ↑  . 華僑報. 2006年6月29日 （中文（繁體））.
17. ↑  . 大眾報. 2006年9月1日 （中文（繁體））.
18. ↑  . 市民日報. 2009年7月1日 （中文（繁體））.
19. ↑  . 東方日報. 2011年3月11日 （中文（繁體））.
20. ↑  . 大眾報. 2006年11月3日 （中文（繁體））.
21. ↑  . 市民日報. 2006年11月9日 （中文（繁體））.
22. ↑  . 澳門日報. 2007年4月5日 （中文（繁體））.
23. ↑  . 華僑報. 2006年11月18日 （中文（繁體））.
24. ↑  . 香港經濟日報. 2007年11月6日 （中文（繁體））.
25. ↑  . 華僑報. 2007年5月10日 （中文（繁體））.
26. ↑  . 市民日報. 2007年5月10日 （中文（繁體））.
27. ↑  . 澳門日報. 2010年6月13日 （中文（繁體））.
28. ↑  . 澳門日報. 2010年7月4日 （中文（繁體））.
29. ↑  . 市民日報. 2010年10月30日 （中文（繁體））.
30. 1 2 3 4 5 6  . 體育發展局.   [2012年3月19日]. （原始内容存档于2011年8月18日） （中文（繁體））.
31. ↑  . 澳門日報. 2003年8月27日 （中文（繁體））.
32. ↑  . 文匯報. 2005年10月26日 （中文（繁體））.
33. ↑  . 中央電視台國際互聯網站. 2009年1月10日 （中文（繁體））.
34. ↑  . 澳門日報. 2006年4月18日 （中文（繁體））.
35. ↑  . 體育局（ID）. 澳門特別行政區新聞局. 2023-08-14  [2023-08-14]. （原始内容存档于2023-08-14）.
36. ↑  . 澳門日報. 2006-10-16 （中文（繁體））.
37. ↑  . 華僑報. 2003年12月6日 （中文（繁體））.
38. ↑  . 澳門日報. 2006年11月13日 （中文（繁體））.
39. ↑  . 正報. 2016-08-24.
40. ↑  . 澳門雜誌 (145).   [2024-08-25]. （原始内容存档于2024-08-25）.
41. ↑  . 體育局（ID）. 澳門特別行政區新聞局. 2024年8月18日  [2024年8月25日]. （原始内容存档于2024年8月21日）.
42. ↑  . TDM 澳廣視新聞. 2022-06-25  [2022-12-11]. （原始内容存档于2022-12-11）.
43. ↑  . 新型冠狀病毒感染應變協調中心. 澳門特別行政區新聞局. 2022年8月2日  [2022年12月11日]. （原始内容存档于2023年1月16日）.
44. ↑  . 新型冠狀病毒感染應變協調中心. 澳門特別行政區新聞局. 2022年12月11日.
45. ↑  . 新型冠狀病毒感染應變協調中心. 澳門特別行政區新聞局. 2022-12-15.
46. ↑  . 澳門日報. 2022-12-16  [2022-12-16]. （原始内容存档于2022-12-16）.
47. ↑  . 新型冠狀病毒感染應變協調中心. 澳門特別行政區新聞局. 2022-12-18  [2022-12-18]. （原始内容存档于2022-12-18）.
48. ↑  . 新型冠狀病毒感染應變協調中心. 澳門特別行政區新聞局. 2022年12月21日  [2022年12月22日]. （原始内容存档于2022年12月21日）.
49. ↑  . 正報. 2022-12-22  [2022-12-22]. （原始内容存档于2022-12-22）.
50. ↑  . 新型冠狀病毒感染應變協調中心. 澳門特別行政區新聞局. 2022年12月21日  [2022年12月22日]. （原始内容存档于2022年12月21日）.

## 外部連結
- 澳門體育局：澳門東亞運動會體育館 （页面存档备份，存于）
- 應對大規模COVID-19疫情專頁-社區治療中心 （页面存档备份，存于）